# Taeniochilosia
Taeniochilosia là một chi ruồi trong họ Syrphidae.